# Cátedra Sedley de Filosofia Natural
A Cátedra Sedley de Filosofia Natural (em inglês:  Sedleian Professor of Natural Fhilosophy) é uma cadeira do Instituto de Matemática da Universidade de Oxford.
A cadeira foi fundada por sir William Sedley, que deixou em testamento datado de 20 de outubro de 1618 a soma de ₤ 2.000 para a Universidade de Oxford comprar terras. O legado de Sedley foi utilizado em 1621 com a compra de uma propriedade em Waddesdon, Buckinghamshire, para produzir uma renda necessária. É reconhecida como a mais antiga cátedra científica.

## Catedráticos
- Edward Lapworth, 1621–1638
- John Edwards, 1638–1648
- Joshua Crosse, 1648–1660
- Thomas Willis, 1660–1675
- Thomas Millington, 1675–1704
- James Fayrer, 1704–1719
- Hon Charles Bertie, 1719–1741
- Joseph Browne, 1741–1767
- Benjamin Wheeler, 1767–1782
- Thomas Hornsby, 1782–1810
- George Leigh Cooke, 1810–1853
- Bartholomew Price, 1853–1898
- Augustus Edward Hough Love, 1899–1940
- vaga 1940–1946
- Sydney Chapman, 1946–1953
- George Temple, 1953–1968
- Albert E. Green, 1968–1977
- Thomas Brooke Benjamin, 1979–1995
- John Macleod Ball, 1996–